# International Polar Foundation

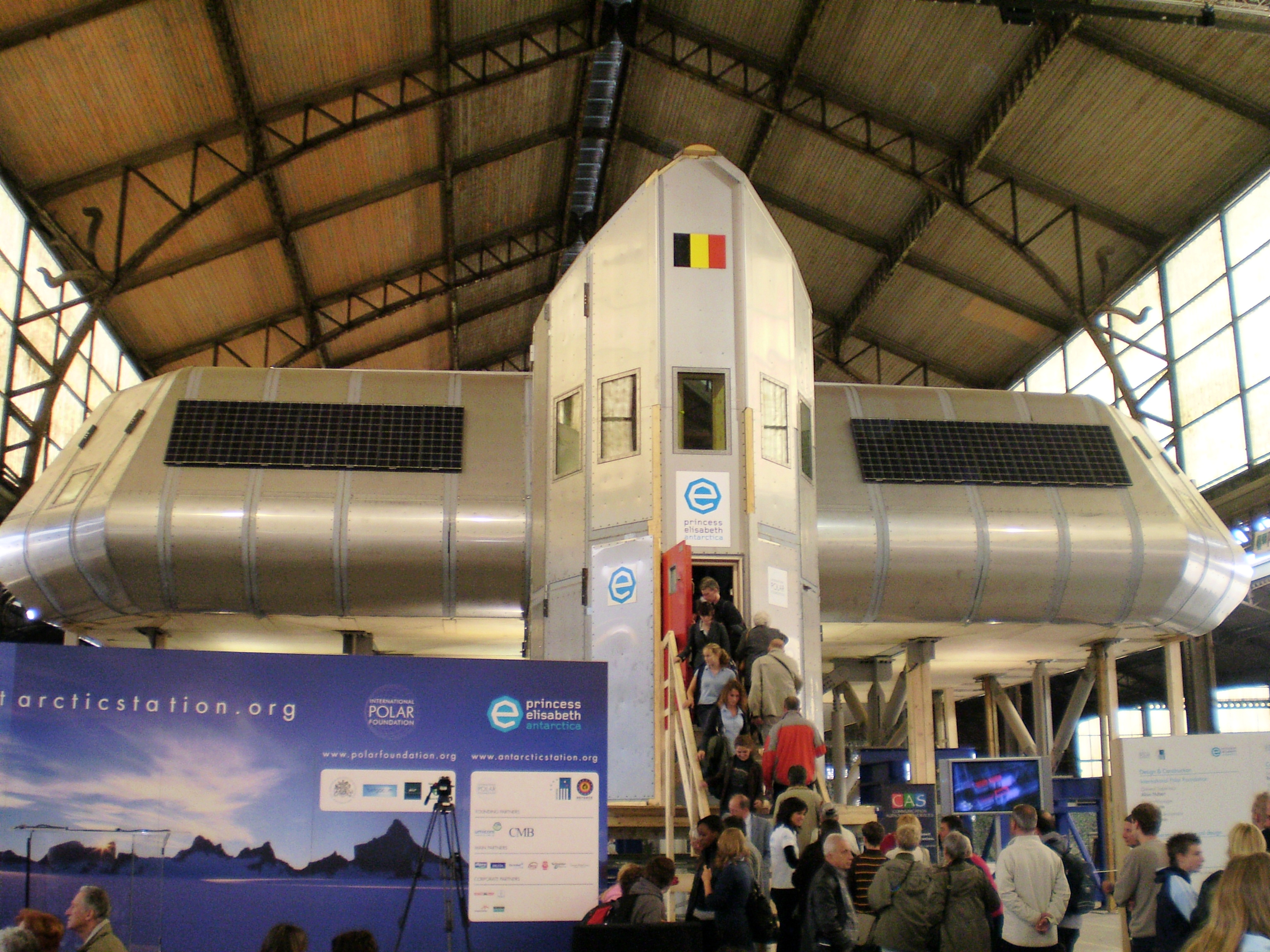
Prinses Elisabethbasis op Antarctica.

De International Polar Foundation is een wetenschappelijke stichting die het onderzoek in de poolgebieden wil stimuleren, met nadruk op de ecologische samenhang van de planeet als geheel, en de klimaatverandering op lange termijn. 
De stichting werd in 2002 opgericht door de Belgische poolreiziger Alain Hubert, prof. Hugo Decleir en klimatoloog André Berger. Ze heeft het statuut van Stichting van openbaar nut naar Belgisch recht, met koning Filip als erevoorzitter. 
Een van de belangrijkste projecten van de stichting is het emiisievrije wetenschappelijk station, de Prinses Elisabethbasis op Antarctica. Daarnaast organiseert de stichting symposia en seminars, en werkt het samen met internationale projecten. 